# Seguieria americana
Seguieria americana är en kermesbärsväxtart som beskrevs av Carl von Linné. Seguieria americana ingår i släktet Seguieria och familjen kermesbärsväxter. Inga underarter finns listade i Catalogue of Life.